# Alosno
Alosno – gmina w Hiszpanii, w prowincji Huelva, w Andaluzji, o powierzchni 191,07 km². W 2011 roku gmina liczyła 4231 mieszkańców.